# Polonesse

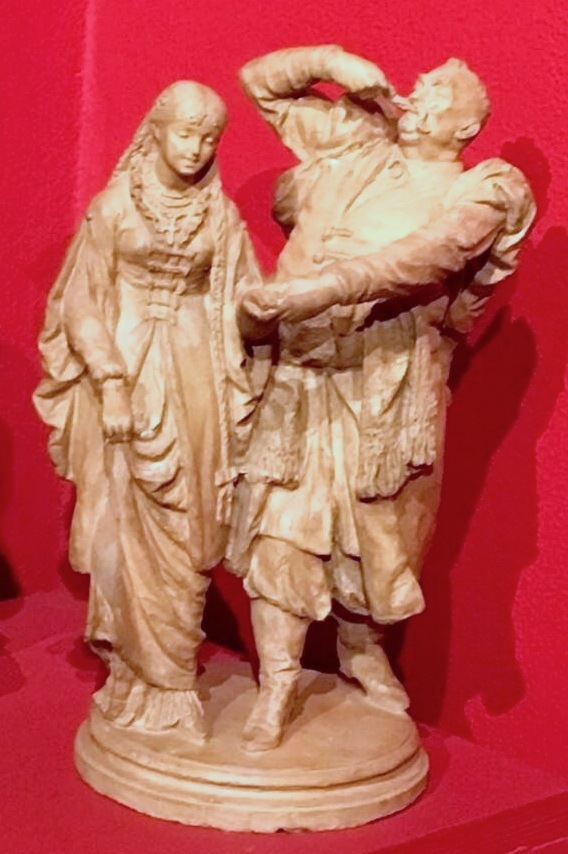
Polonesse (1888)

Polonesse (franska Polonaise, polska Polonez) är det vanligen förekommande namnet på polonäser i 3/4-takt i äldre svenska spelmansböcker. I syd- och östsverige kallas dansen vanligen slängpolska medan många andra namn används på lokala dansformer, som: Bingsjöpolska, Leksandslåt, Hälsingepolska etc.
När dansen introducerades i Sverige i början av 1700-talet var det en graciös dans i lugnt tempo och den dansades ofta tillsammans med menuetten, ibland som en enda dans (svit) till samma melodi. 
Under 1700-talet utvecklade sig polonäsen från åttondelspolonäs (ej att förväxla med åttondelspolska) till sextondelspolonäs (vanligen kallad sextondelspolska) och lokalt även mot snabbare tempo och vildare dans. I gränsområdena mot Norge spelades åttondelspolonäserna med trioler och blev snabbt en egen utvecklingslinje. 
Åttondelspolonäsen domineras av åttondels- och fjärdedelsnoter med  som karaktäristisk figur och med |    | som typisk sluttakt i repriserna.
Sextondelspolonäsen domineras av sextondels- och åttondelsnoter med  som karaktäristisk figur. Sluttakten har ofta en karaktär av "inbromsning": |    |. 
Mellan fullt utvecklade sextondelspolonäser och åttondelspolonäser finns det många blandformer med karaktärsdrag av båda.
Begreppet sextondelspolska används även i betydelsen att detta är en polska med många sextondelar som framförs på ett sätt som gör att takten kan stampas på alla tre taktdelarna och taktdelarna är nästan lika långa. Beteckningen syftar inte primärt på notbilden ser ut utan syftar på hur låten upplevs ur dansarnas synvinkel. Idag kan man till ex höra vissa spela Bingsjöpolska med en relativt jämn betoning ett, två, tre osv. medan andra spelar ett,tre; ett,tre ...  
Triolpolskan domineras av den karaktäristiska triolfiguren  som bara är ett annat sätt att spela figuren  på. Triolpolskorna har följt en annan utvecklingslinje än sextondelspolskorna och består huvudsakligen av ett från dessa självständigt melodimaterial.
3/4-takts polonäser kallas ibland även polonäspolskor för att skilja dem från promenadpolonäser i 4/4 eller 2/4-takt. Polonäspolskan ska heller inte förväxlas med den polska dansen som infördes på 1500-talet och som den konkurrerade ut, eller med de polskdanser (ofta kallade åttondelspolskor) som har sitt ursprung från den polska dansen.